# Ласків
Ла́сків — село в Україні, у Володимир-Волинській громаді Володимирського району Волинської області. Населення становить 681 особу. Кількість дворів (квартир) — 204. З них 7 нових (після 1991 р.).
У селі діє Помісна церква ХВЄ п'ятидесятників (кількість парафіян — 65 осіб) та церква Свідків Єгови (кількість парафіян — 55 осіб). Працює неповна середня школа на 110 місць, клуб, бібліотека, фельдшерсько-акушерський пункт, відділення зв'язку, АТС на 80 номерів, торговельний заклад. Радіомовлення здійснює проводове радіо.
Село газифіковане. Дорога з твердим покриттям у незадовільному стані. Наявне постійне транспортне сполучення з районним центром.
Село Ласків засноване у 1545 році.

## Географія
Селом протікає річка Студянка.

## Історія
Ласків колись належав до Хотячівської волості Володимир-Волинського повіту Волинської губернії. У дослідженнях Олександра Цинкаловського було зазначено, що Ласків виник після села Красносілки. За переписом кінця 19 століття було там 52 двори і 497 жителів. В 1570 р. частина села належала до Григорія Оранського, а в 1575 р. — до Семена і Павла Оранських. За переписом 1911 р. до великої земельної власності Любомирських належало в Ласкові 573 десятини.

## Населення
Згідно з переписом УРСР 1989 року чисельність наявного населення села становила 647 осіб, з яких 298 чоловіків та 349 жінок.
За переписом населення України 2001 року в селі мешкали 664 особи.

### Мова
Розподіл населення за рідною мовою за даними перепису 2001 року:
| Мова       | Відсоток |
| ---------- | -------- |
| українська | 98,68 %  |
| російська  | 1,17 %   |
| білоруська | 0,15 %   |